# Nesydrion nigrinerve
Nesydrion nigrinerve är en insektsart som beskrevs av Peter Esben-Petersen 1914. 
Nesydrion nigrinerve ingår i släktet Nesydrion och familjen Nymphidae. Inga underarter finns listade i Catalogue of Life.